# Liste der Biografien/Yau
Liste der Biografien |
Portal Biografien |
Personensuche
# |
A |
B |
C |
D |
E |
F |
G |
H |
I |
J |
K |
L |
M |
N |
O |
P |
Q |
R |
S |
T |
U |
V |
W |
X |
Y |
Z |
?
 
Ya |
Yb |
Yc |
Yd |
Ye |
Yf |
Yg |
Yh |
Yi |
Yk |
Yl |
Ym |
Yn |
Yo |
Yp |
Yr |
Ys |
Yt |
Yu |
Yv |
Yw |
Yx |
Yz
 
Yaa |
Yab |
Yac |
Yad |
Yae |
Yaf |
Yag |
Yah |
Yai |
Yaj |
Yak |
Yal |
Yam |
Yan |
Yao |
Yap |
Yaq |
Yar |
Yas |
Yat |
Yau |
Yav |
Yaw |
Yax |
Yay |
Yaz
Die Liste der Biografien führt alle Personen auf, die in der deutschsprachigen Wikipedia einen Artikel haben. Dieses ist eine Teilliste mit 8 Einträgen von Personen, deren Namen mit den Buchstaben „Yau“ beginnt.

## Yau
- Yau, Chingmy (* 1968), chinesische Schauspielerin
- Yau, Horng-Tzer (* 1959), taiwanisch-US-amerikanischer Physiker
- Yau, John (* 1950), amerikanischer Dichter, Essayist, Prosaautor und Kunstkritiker
- Yau, Shing-Tung (* 1949), chinesischer Mathematiker
- Yau, Tsz Yuk (* 1976), hongkong-chinesischer Badmintonspieler
- Yau, Wai-ching (* 1991), hongkong-chinesische Politikerin und Aktivistin

### Yauc
- Yauch, Adam (1964–2012), US-amerikanischer MusikerAdam Yauch (1964–2012)

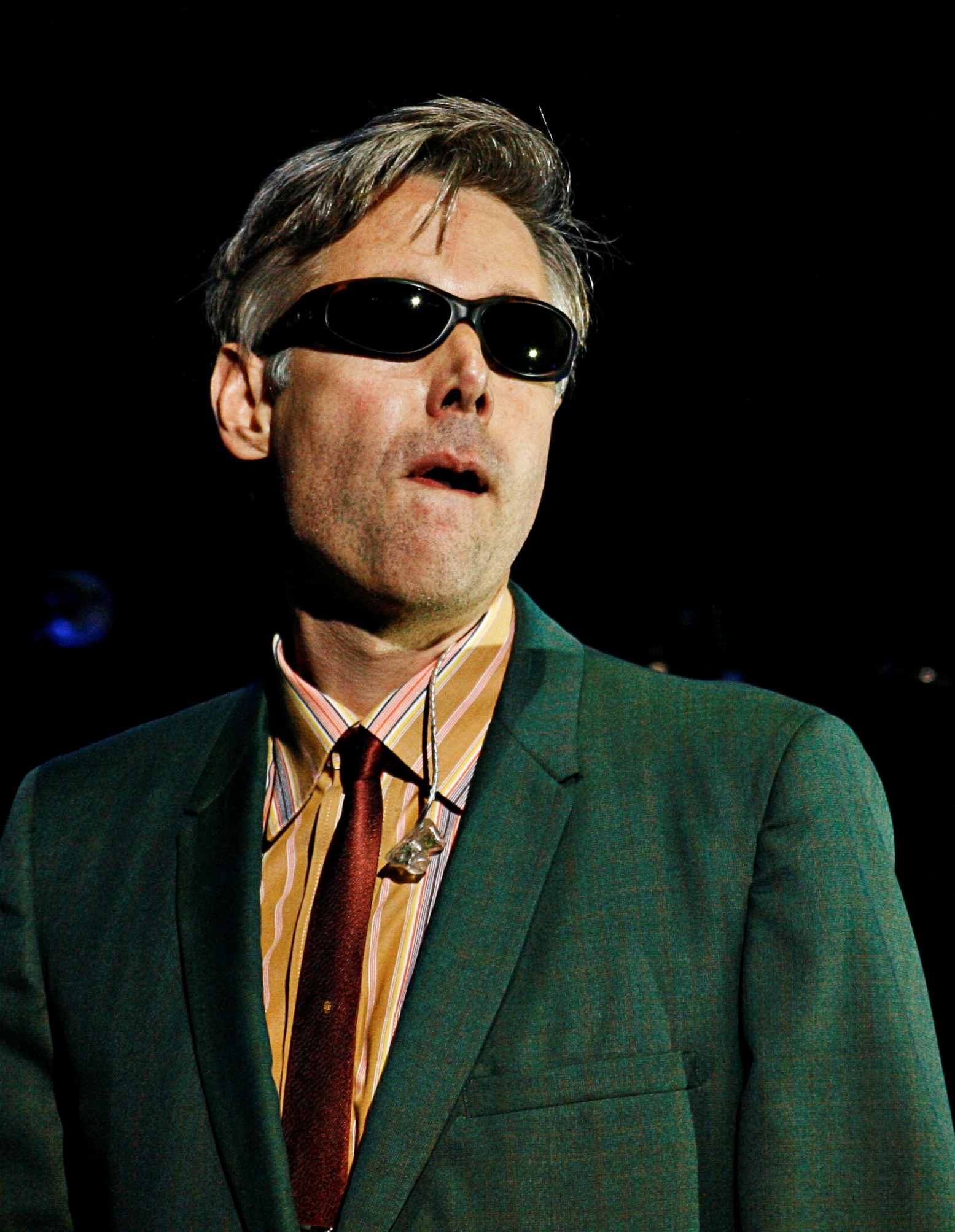
Adam Yauch (1964–2012)

### Yaur
- Yaurreche, Marcelo, argentinisch-uruguayischer Fußballtrainer